# Giacomo Monico

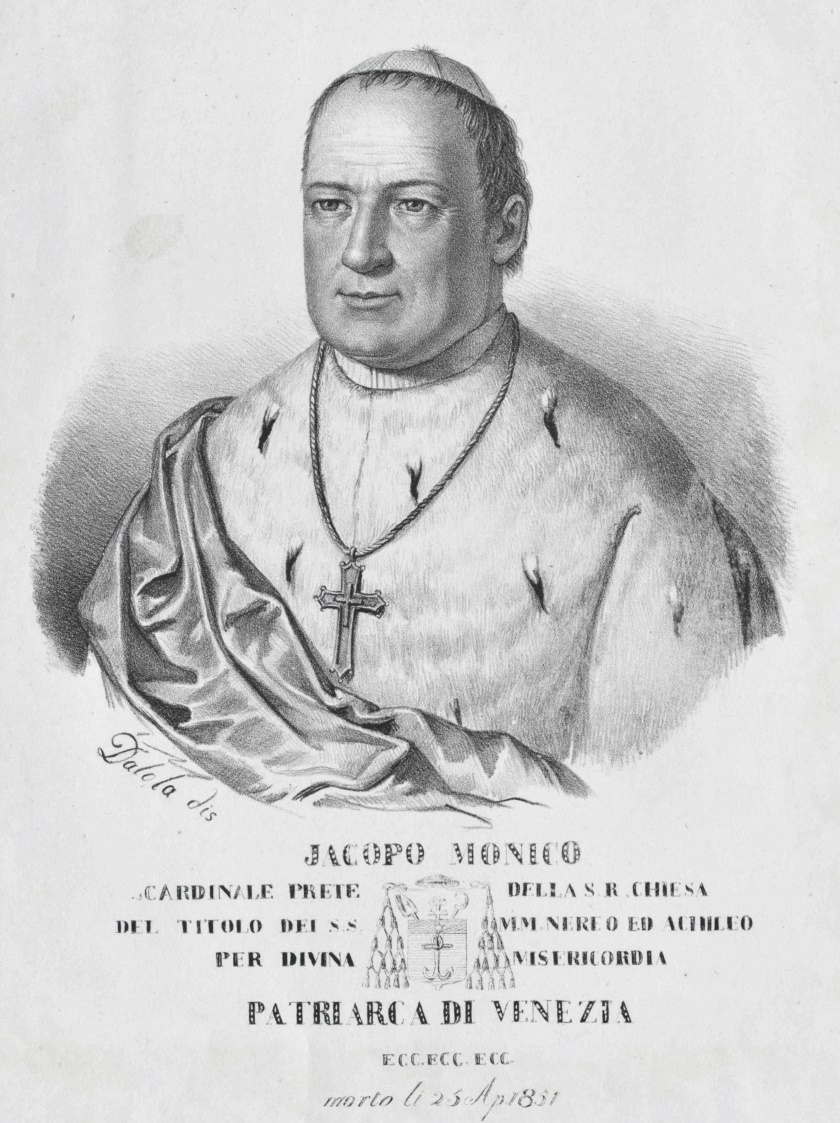
Giacomo Kardinal Monico

Giacomo Monico (* 26. Juni 1776 in Riese, Treviso; † 25. April 1851 in Venedig) war ein Kardinal der katholischen Kirche. Von 1827 bis zu seinem Tod war er Patriarch von Venedig.

## Leben und Wirken
Er trat mit 15 Jahren ins Klerikalseminar zu Treviso ein und erhielt dort 1800 die Priesterweihe. Dann wurde er Erzpriester und Pfarrer in San Vito d’Asolo, von wo ihn Kaiser Franz I. 1822 auf den bischöflichen Stuhl von Ceneda (Bistum Vittorio Veneto) präsentierte, welches Amt er 1823 antrat. Mit kaiserlichem Dekret vom 9. November 1826 ernannte man Monico zum Patriarchen von Venedig, was Papst Leo XII. am 9. April 1827 bestätigte. 1831 erhielt er die Würde eines kaiserlichen Geheimrats. Papst Gregor XVI. erhob ihn im Konsistorium des Jahres 1833 zum Kardinal und ernannte ihn im Juni des folgenden Jahres zum Kardinalpriester der Titelkirche Santi Nereo ed Achilleo.
1846 nahm Giacomo Monico am Konklave teil, aus dem Papst Pius IX. hervorging. In der revolutionären Bewegung des Jahres 1848 versuchte der Kardinal beruhigend auf die Bevölkerung einzuwirken, am 3. Mai 1849 stürmte der Mob sein Palais und verwüstete es. Patriarch Monico floh ins Kloster der Armenier auf der Insel San Lazzaro und kehrte erst in seine Residenz zurück, als die verfassungsmäßige Ordnung wieder hergestellt war. Am Ostersonntag 1851 erlitt er während der Predigt in der Kathedrale San Marco einen Schwächeanfall und starb am 25. April des Jahres.
Giacomo Monico galt als ausgezeichneter Prediger und verfasste zudem Dichtungen, verschiedenes davon ist im Druck erschienen.